# Tankhah
 (juin 2014).
Tankhah ou Tankha est un mot dans le sikhisme utilisé pour désigner une punition expiatoire c'est-à-dire un acte de pénitence dû à une offense du code de la fraternité qu'est le Khalsa ou du Rahit Maryada. Tankhah vient du perse tankhwah qui veut dire généralement: traitement, ou, salaire. Cette tradition religieuse remonterait au XVIIIe siècle; les premiers écrits qui en parle datent de cette époque, et Guru Gobind Singh, le dernier gourou sikh humain l'aurait pratiqué; d'autres cas célèbres de tankhah sont connus dans le sikhisme. Aujourd'hui la personne qui se confesse et accepte sa punition peut se voir condamner à enlever la poussière des chaussures des croyants qui entrent dans le temple, le gurdwara; ou, à nettoyer le temple, ou, à des heures de travaux dans le langar, la cantine communautaire. Le pénitent peut aussi être prié de lire certains hymnes ou certains passages du Livre saint, le Guru Granth Sahib, en plus des louanges quotidiennes traditionnelles; voire comme dans la religion catholique à réciter des prières pour se faire pardonner par Dieu. Si le pénitent refuse, l'excommunication peut être prononcée. Si la faute est très grave, recommencer la cérémonie du Khalsa peut être imposé. Les sanctions peuvent aider un individu à retrouver le droit chemin, comme à un sangat, une communauté. L'autorité suprême du temple le plus respecté : l'Akal Takht, trône de la foi, situé face au Temple d'Or, à Amritsar, peut être apostrophée pour dénouer des fautes très graves.